# 경상북도의 소규모 어항 목록
다음은 2010년 12월 말 기준 경상북도의 소규모 어항 목록이다.
- 강사1리항 - 경상북도 포항시 남구 대보면 강사1리항 일원 (육지)
- 강사2리항 - 경상북도 포항시 남구 대보면 강사2리 일원 (육지)
- 거일항 - 경상북도 울진군 평해읍 거일2리 일원 (육지)
- 경정2항 - 경상북도 영덕군 축산면 경정2리 일원 (육지)
- 경정3항 - 경상북도 영덕군 축산면 경정3리 일원 (육지)
- 계원1리항 - 경상북도 포항시 남구 장기면 계원1리 일원 (육지)
- 계원2리항 - 경상북도 포항시 남구 장기면 계원2리 일원 (육지)
- 공세항 - 경상북도 울진군 울진읍 읍남3리 일원 (육지)
- 구룡포6리항 - 경상북도 포항시 남구 구룡포읍 구룡포6리 일원 (육지)
- 구룡포7리항 - 경상북도 포항시 남구 구룡포읍 구룡포7리 일원 (육지)
- 구만2리항 - 경상북도 포항시 남구 대보면 구만2리 일원 (육지)
- 구암항 - 경상북도 울릉군 서면 남서2리 일원 (섬)
- 구암항 - 경상북도 울진군 평해읍 거일1리 일원 (육지)
- 구평리항 - 경상북도 포항시 남구 구룡포읍 구평1,2리 일원 (육지)
- 금곡항 - 경상북도 영덕군 병곡면 금곡리 일원 (육지)
- 금진1항 - 경상북도 영덕군 강구면 금진1리 일원 (육지)
- 금진2항 - 경상북도 영덕군 강구면 금진2리 일원 (육지)
- 나곡항 - 경상북도 울진군 북면 나곡3리 일원 (육지)
- 남호항 - 경상북도 영덕군 남정면 남호리 일원 (육지)
- 내수전항 - 경상북도 울릉군 울릉읍 저동3리 일원 (섬)
- 대동배1리항 - 경상북도 포항시 남구 대보면 대동배1리 일원 (육지)
- 대동배2리항 - 경상북도 포항시 남구 대보면 대동배2리 일원 (육지)
- 대본항 - 경상북도 경주시 감포읍 대본3리 일원 (육지)
- 대부항 - 경상북도 영덕군 영덕읍 대부리 일원 (육지)
- 대진리항 - 경상북도 포항시 남구 장기면 대진리 일원 (육지)
- 대탄항 - 경상북도 영덕군 영덕읍 대탄리 일원 (육지)
- 두원리항 - 경상북도 포항시 남구 장기면 두원리 일원 (육지)
- 두호항 - 경상북도 포항시 북구 두호동 일원 (육지)
- 마산리항 - 경상북도 포항시 남구 동해면 마산리 일원 (육지)
- 망양항 - 경상북도 울진군 기성면 망양2리 일원 (육지)
- 모곡항 - 경상북도 경주시 감포읍 오류4리 일원 (육지)
- 발산2리항 - 경상북도 포항시 남구 동해면 발산2리 일원 (육지)
- 방어리항 - 경상북도 포항시 북구 청하면 방어리 일원 (육지)
- 병포리항 - 경상북도 포항시 남구 구룡포읍 병포리 일원 (육지)
- 봉산항 - 경상북도 울진군 기성면 봉산2리 일원 (육지)
- 봉수항 - 경상북도 울진군 죽변면 죽변3리 일원 (육지)
- 부흥항 - 경상북도 영덕군 남정면 부흥리 일원 (육지)
- 사진1항 - 경상북도 영덕군 영해면 사진1리 일원 (육지)
- 사진3항 - 경상북도 영덕군 영해면 사진3리 일원 (육지)
- 산포항 - 경상북도 울진군 근남면 산포3리 일원 (육지)
- 삼사항 - 경상북도 영덕군 강구면 삼사리 일원 (육지)
- 삼정3리항 - 경상북도 포항시 남구 구룡포읍 삼정3리 일원 (육지)
- 석리항 - 경상북도 영덕군 영덕읍 석리 일원 (육지)
- 석병1리항 - 경상북도 포항시 남구 구룡포읍 석병1리 일원 (육지)
- 석병2리항 - 경상북도 포항시 남구 구룡포읍 석병2리 일원 (육지)
- 석포항 - 경상북도 울릉군 북면 천부4리 일원 (섬)
- 수렴항 - 경상북도 경주시 양남면 수렴1리 일원 (육지)
- 신망양항 - 경상북도 울진군 기성면 망양2리 일원 (육지)
- 신창1리항 - 경상북도 포항시 남구 장기면 신창1리 일원 (육지)
- 신창2리항 - 경상북도 포항시 남구 장기면 신창2리 일원 (육지)
- 양정항 - 경상북도 울진군 울진읍 온양1리 일원 (육지)
- 여남항 - 경상북도 포항시 북구 환여동(여남) 일원 (육지)
- 연동항 - 경상북도 경주시 감포읍 오류4리 일원 (육지)
- 영암1리항 - 경상북도 포항시 남구 장기면 영암1리 일원 (육지)
- 영암2리항 - 경상북도 포항시 남구 장기면 영암2리 일원 (육지)
- 영암3리항 - 경상북도 포항시 남구 장기면 영암3리 일원 (육지)
- 오도1리항 - 경상북도 포항시 북구 흥해읍 오도1리 일원 (육지)
- 오도2리항 - 경상북도 포항시 북구 흥해읍 오도2리 일원 (육지)
- 오보항 - 경상북도 영덕군 영덕읍 오보리 일원 (육지)
- 울진항 - 경상북도 울진군 울진읍 연지1리 일원(육지)
- 웅포항 - 경상북도 울릉군 북면 현포1리 일원 (섬)
- 원척항 - 경상북도 영덕군 남정면 원척리 일원 (육지)
- 월포리항 - 경상북도 포항시 북구 청하면 월포리 일원 (육지)
- 임곡리항 - 경상북도 포항시 남구 동해면 임곡리 일원 (육지)
- 입암1리항 - 경상북도 포항시 남구 동해면 입암1리 일원 (육지)
- 입암2리항 - 경상북도 포항시 남구 동해면 입암2리 일원 (육지)
- 장길리항 - 경상북도 포항시 남구 구룡포읍 장길리 일원 (육지)
- 조사리항 - 경상북도 포항시 북구 송라면 조사리 일원 (육지)
- 죽암항 - 경상북도 울릉군 북면 천부3리 일원 (섬)
- 지경항 - 경상북도 경주시 양남면 수렴2리 일원 (육지)
- 지경항 - 경상북도 울진군 후포면 금음4리 일원 (육지)
- 척사항 - 경상북도 경주시 감포읍 오류2리 일원 (육지)
- 청진1리항 - 경상북도 포항시 북구 청하면 청진1리 일원 (육지)
- 청진2리항 - 경상북도 포항시 북구 청하면 청진2리 일원 (육지)
- 청진3리항 - 경상북도 포항시 북구 청하면 청진3리 일원 (육지)
- 추산항 - 경상북도 울릉군 북면 추산리 일원 (섬)
- 칠포1리항 - 경상북도 포항시 북구 흥해읍 칠포1리 일원 (육지)
- 평리항 - 경상북도 울릉군 북면 현포2리 일원 (섬)
- 하서항 - 경상북도 경주시 양남면 하서4리 일원 (육지)
- 하정1,2리항 - 경상북도 포항시 남구 구룡포읍 하정1,2리 일원 (육지)
- 하정3리항 - 경상북도 포항시 남구 구룡포읍 하정3리 일원 (육지)
- 학포항 - 경상북도 울릉군 서면 태하2리 일원 (섬)
- 화진1리항 - 경상북도 포항시 북구 송라면 화진1리 일원 (육지)
- 화진2리항 - 경상북도 포항시 북구 송라면 화진2리 일원 (육지)
- 환호항 - 경상북도 포항시 북구 환여동(환호) 일원 (육지)
- 흥환리항 - 경상북도 포항시 남구 동해면 흥환리 일원 (육지)

## 같이 보기
- 대한민국의 소규모 어항